# 別假正經
《別假正經》（英語：Stop Making Sense，或譯《造反有理》）是1984年美國搖滾樂團臉部特寫的音樂會電影。此電影由強納森·德米指導，在樂團推廣新專輯《Speaking in Tongues》期間，於1983年12月拍攝了他們在潘特吉斯劇院三晚的表演。這場音樂會是樂團當時隊自身歷史的全面回顧，演出歌曲包含最早的成名作〈Psycho Killer〉，一路演到新專輯的歌。除此之外，樂團還演奏了了其中兩名團員的周邊計畫湯湯俱樂部的暢銷歌曲〈Genius of Love〉。這也是第一部完全使用數位音訊技術製作的電影。電影的製作經費120萬美元全由樂團自行籌措。
登台演出人員除了有臉部特寫的四名團員—主唱兼吉他手大衛·伯恩、鼓手克里斯·法蘭茲、吉他手兼鍵盤手傑瑞·哈里森和貝斯手提娜·威茅斯以外，還有包含兩位伴唱歌手琳·馬布里和愛德娜·霍特（Ednah Holt）、吉他手艾力克斯·威爾、鍵盤手伯尼·吳瑞爾和打擊樂手史提夫·史蓋爾斯（Steve Scales）在內的客座支援樂手。
許多評論家認為《別假正經》是有史以來最偉大的音樂會電影之一。倫納德·馬爾汀稱其為「有史以來最偉大的搖滾電影之一」，羅伯特·克里斯特高稱其為「最出色的音樂會電影」，寶琳·凱爾更稱其「接近完美」。此電影也被捧為是邪門經典。
2021年，《別假正經》因「具有文化、歷史或美學意義」而被美國國會圖書館選入國家影片登記表保存。

## 概要
音樂會的開場，主唱大衛·伯恩帶著磁帶錄音機和一把原聲吉他上台，伯恩告訴觀眾他想播個磁帶，便放下錄音機並按下播放鍵。隨著實際上是用Roland TR-808透過混音台發出的節拍鼓聲，伯恩彈起吉他演唱起了〈Psycho Killer〉。槍聲般的鼓聲使伯恩「像《斷了氣》中最後幾分鐘的楊波·貝蒙」一樣顫抖。
接下來，伯恩每演一首歌就會有一名團員登台，先是提娜·威茅斯加入演奏〈Heaven〉（此歌琳·馬布里在後台唱和聲），再來是克里斯·法蘭茲加入演奏〈Thank You for Sending Me an Angel〉，最後是傑瑞·哈里森加入演奏〈Found a Job〉。〈Found a Job〉演奏完畢後，其餘的樂器、表演道具以及樂手們：伴唱歌手琳·馬布里和愛德娜·霍特、鍵盤手伯尼·吳瑞爾、打擊樂手史提夫·史蓋爾斯和吉他手艾力克斯·威爾皆全數出場。第一首由整團演出的歌曲是〈Burning Down the House〉，雖然在1985年RCA/哥倫比亞發行的原版家庭電影裡（其中還包括3首來自別場表演的歌曲被剪輯進電影中）在這首歌之前有〈Cities〉也是由（除吳瑞爾外的）整團演出。伯恩暫時下台的空檔，樂團開始演奏由威茅斯和法蘭茲組建的湯湯俱樂部的歌曲〈Genius of Love〉。樂團也演出了兩首來自伯恩的原聲帶專輯《The Catherine Wheel》的歌曲，分別是〈What a Day That Was〉（家庭電影版的附贈內容之一）和〈Big Business〉。
電影中也包含了伯恩穿上他的「大號西裝」（"big suit"）來表演歌曲〈Girlfriend Is Better〉。這件「大號西裝」的設計啟發自能剧的服裝，大號西裝不僅成為電影的標誌（如出現在宣傳海報上），更是成為伯恩本人的標誌。伯恩表示：「在日本巡演的空閒時間，我去參觀了日本的傳統劇場—歌舞伎、能劇和文樂—然後想著我在之後的巡演要穿什麼好。我一個設計師朋友（約爾根·萊爾 Jurgen Lehl）用很不正經的語氣跟我說過：『大衛啊，在舞台上什麼東西都要變得更大。』他指的是動作之類的，但我想到把這主意應用在西裝上。」影評寶琳·凱爾在她的評論中說：「當他穿著一身方方正正的「大號西裝」上場時—他的身型消失在這件相當突出的服裝，就像能劇中的服裝，或者像博伊斯掛在牆上的大毛氈衣—，這種心理上契合堪稱完美。」在DVD中，伯恩給出了他穿「大號西裝」的理由：「我想讓我的頭看起來更小，而最簡單的方法就是讓我的身體變大，因為音樂是非常有形的，而且身體通常會比頭腦更早理解它。」

## 表演曲目

### DVD和藍光版收錄
1. 〈Psycho Killer（英语：Psycho Killer）〉（大衛·伯恩、克里斯·法蘭茲（英语：Chris Frantz）、提娜·威茅斯（英语：Tina Weymouth））
2. 〈Heaven（英语：Heaven (Talking Heads song)）〉（伯恩、傑瑞·哈里森（英语：Jerry Harrison））
3. 〈Thank You for Sending Me an Angel〉（伯恩）
4. 〈Found a Job〉（伯恩）
5. 〈Slippery People〉（伯恩、法蘭茲、哈里森、威茅斯）
6. 〈Burning Down the House（英语：Burning Down the House）〉（伯恩、法蘭茲、哈里森、威茅斯）
7. 〈Life During Wartime（英语：Life During Wartime (song)）〉（伯恩、法蘭茲、哈里森、威茅斯）
8. 〈Making Flippy Floppy〉（伯恩、法蘭茲、哈里森、威茅斯）
9. 〈Swamp〉（伯恩、法蘭茲、哈里森、威茅斯）
10. 〈What a Day That Was〉（伯恩）
11. 〈This Must Be the Place (Naive Melody)（英语：This Must Be the Place (Naive Melody)）〉（伯恩、法蘭茲、哈里森、威茅斯）
12. 〈Once in a Lifetime（英语：Once in a Lifetime (Talking Heads song)）〉（伯恩、布萊恩·伊諾、法蘭茲、哈里森、威茅斯）
13. 〈Genius of Love（英语：Genius of Love）〉（法蘭茲、威茅斯、亞德利安·貝魯（英语：Adrian Belew）、史蒂芬·史丹利（英语：Steven Stanley）；湯湯俱樂部（英语：Tom Tom Club）歌曲）
14. 〈Girlfriend Is Better（英语：Girlfriend Is Better）〉（伯恩、法蘭茲、哈里森、威茅斯）
15. 〈Take Me to the River（英语：Take Me to the River）〉（阿尔·格林、「提尼」馬彭·霍奇斯（英语：Teenie Hodges））
16. 〈Crosseyed and Painless（英语：Crosseyed and Painless）〉（伯恩、伊諾、法蘭茲、哈里森、威茅斯）

### VHS和雷射影碟版收錄
1. 〈Psycho Killer（英语：Psycho Killer）〉（大衛·伯恩、克里斯·法蘭茲（英语：Chris Frantz）、提娜·威茅斯（英语：Tina Weymouth））
2. 〈Heaven（英语：Heaven (Talking Heads song)）〉（伯恩、傑瑞·哈里森（英语：Jerry Harrison））
3. 〈Thank You for Sending Me an Angel〉（伯恩）
4. 〈Found a Job〉（伯恩）
5. 〈Slippery People〉（伯恩、法蘭茲、哈里森、威茅斯）
6. 〈Cities（英语：Cities (song)）〉（伯恩）*
7. 〈Burning Down the House（英语：Burning Down the House）〉（伯恩、法蘭茲、哈里森、威茅斯）
8. 〈Life During Wartime（英语：Life During Wartime (song)）〉（伯恩、法蘭茲、哈里森、威茅斯）
9. 〈Making Flippy Floppy〉（伯恩、法蘭茲、哈里森、威茅斯）
10. 〈Swamp〉（伯恩、法蘭茲、哈里森、威茅斯）
11. 〈What a Day That Was〉（伯恩）
12. 〈This Must Be the Place (Naive Melody)（英语：This Must Be the Place (Naive Melody)）〉（伯恩、法蘭茲、哈里森、威茅斯）
13. 〈Once in a Lifetime（英语：Once in a Lifetime (Talking Heads song)）〉（伯恩、布萊恩·伊諾、法蘭茲、哈里森、威茅斯）
14. 〈Big Business〉（伯恩、約翰·切爾諾夫）*
15. 〈I Zimbra（英语：I Zimbra）〉（伯恩、伊諾、胡戈·巴尔）*
16. 〈Genius of Love（英语：Genius of Love）〉（法蘭茲、威茅斯、亞德利安·貝魯（英语：Adrian Belew）、史蒂芬·史丹利（英语：Steven Stanley）；湯湯俱樂部（英语：Tom Tom Club）歌曲）
17. 〈Girlfriend Is Better（英语：Girlfriend Is Better）〉（伯恩、法蘭茲、哈里森、威茅斯）
18. 〈Take Me to the River（英语：Take Me to the River）〉（阿尔·格林、「提尼」馬彭·霍奇斯（英语：Teenie Hodges））
19. 〈Crosseyed and Painless（英语：Crosseyed and Painless）〉（伯恩、伊諾、法蘭茲、哈里森、威茅斯）

標記有*的歌曲是DVD/藍光版本的附贈內容，但不是正片的一部分。

## 演出人員
以下照出現順序：
- 大衛·伯恩 – 主唱、吉他
- 提娜·威茅斯（英语：Tina Weymouth） – 貝斯、鍵盤貝斯、吉他；〈Genius of Love〉的主唱
- 克里斯·法蘭茲（英语：Chris Frantz） – 爵士鼓；〈Genius of Love〉的伴唱
- 傑瑞·哈里森（英语：Jerry Harrison） – 吉他、鍵盤、伴唱
- 史提夫·史蓋爾斯 – 打擊樂器、伴唱
- 琳·馬布里（英语：Lynn Mabry） – 伴唱
- 愛德娜·霍特 – 伴唱
- 艾力克斯·威爾（英语：Alex Weir (musician)） – 吉他、伴唱
- 伯尼·吳瑞爾（英语：Bernie Worrell） – 鍵盤

## 攝影
《別假正經》拍攝了樂團於1983年12月13日至16日在洛杉磯潘特吉斯劇院的四場表演。雖然這部電影最初是使用類比技術來錄製，但後來轉換使用索尼PCM-3324型24軌數位錄音機進行數位編輯和混音。導演德米表示一整晚幾乎都要用遠距離拍攝，以盡量減少舞台上有錄影機干擾演出。德米曾考慮在為重現潘特吉斯劇院而製作的音場上進行額外的錄影，但樂團拒絕這麼做，因為他們認為缺乏觀眾反應會削減他們表演的活力。電影開拍前，伯恩要求樂團成員都穿中性色的衣服，這樣舞台燈光就不會照出太過鮮明的東西，然而電影中依舊可以看到鼓手法蘭茲穿著松石色的Polo衫。
德米還考慮加入更多觀眾對表演反應的鏡頭，因為這是音樂會電影的傳統手法。然而他發現拍攝觀眾需要額外的燈光，這會抑制了觀眾的精力。這反過來讓樂團感到不安全，覺得這樣做會導致這幾場表演變成「樂團職涯史上最爛的演出」，因此最後唯一有出現觀眾鏡頭的片段擺到了表演最後一首歌〈Crosseyed and Painless〉的時候。

## 發行
《別假正經》於1984年4月24日在舊金山國際影展上首映，並在同年10月19日在市面上發行。這部電影目前有藍光、寬銀幕DVD、全銀幕和寬銀幕版VHS錄影帶發行版，甚至還有在日本發行雷射影碟版。
當電影作為租借錄影帶發行時，作為DVD/藍光版附贈內容的〈Cities〉、〈Big Business〉和〈I Zimbra〉表演被擺回正片，從而變成了電影的「特別版」。在1999年的重新發行版，以及之後的影片和DVD發行版中，這三首歌不再照上面的順序排在正片中，而是擺在正片之後。

### 2023年重映
2023年3月，A24獲得了本片的全球版權，並在宣布之前便開始發行，這是A24繼《數字漩渦》後拿到全球版權的電影。該公司於2023年9月11日在2023年多倫多國際影展上以4K和IMAX規格重映了本片的新修復版，並隨後還有史派克·李主持的問答活動。伯恩、法蘭茲、哈里森以及威茅斯都出席了這次重映會，使得這次活動成為了四人自樂團於2002年在搖滾名人堂入選典禮以來的首度重聚。
本片將於2023年9月22日首先以IMAX獨家放映，然後於2023年9月29日在全球影院以4K上映。犀牛娛樂公司還在8月18日發行該電影配樂的豪華版數位CD和黑膠唱片，其中將首次包括整場音樂會的表演歌曲。

## 評價
在影評網站爛番茄上，基於40條觀眾影評，《別假正經》收獲了100%好評率，平均評分為9/10。該網站的評論家共識認為「強納森·德米的《別假正經》用色彩和視覺智慧捕捉了臉部特寫充滿活力、不可預測的現場表演。」電影也在1984年獲得國家影評人協會的最佳非劇情片獎。
《別假正經》常被廣泛認為是最好的音樂會電影之一。影評倫納德·馬爾汀給了這部電影滿分4分，稱其「構思、拍攝、剪輯和表演都非常出色」，並且是「有史以來最偉大的搖滾電影之一」。影評罗杰·埃伯特給了這部電影3.5顆星的評價，寫道「《別假正經》給人壓倒性（原文如此）的印象來自於其巨大的能量，生活在歡樂的高潮中......這是一場有著《大都會》的現場表演......但是電影的亮點來自伯恩簡單的身體動作。他和他的團員一起慢跑、他在舞台上跑來跑去、他似乎很高興活著並製作音樂......他提醒了我們如今許多搖滾樂團變得多麼酸澀、疲倦和貧弱。」影評丹尼·佩瑞則描述《別假正經》為：「引人入勝......舞台上發生的事情甚至會讓最懷疑的人喜歡上臉部特寫.....[整個]表演總是令人興奮，伯恩的歌詞很有趣。伯恩的頭就像剛接受過休克治療一樣跟著節奏擺動，那真是令人著迷—多麼有天賦啊！……伯恩以相信音樂應該以有趣、視覺化的方式表演而聞名，這應該讓他感到自豪。」樂評羅伯特·克里斯特高稱讚德米「曲折、近乎優雅的清晰度」的導演功力，同時也寫道這部電影已經將「搖滾音樂會電影的偉大上限……推向了最極限」。克里斯高評價電影為「最優秀的音樂會電影」，而《紐約客》雜誌的影評寶琳·凱爾則評價電影為「近乎完美」。

## 文化影響
電影中〈Once in a Lifetime〉的表演被用在1986年喜劇電影《進出比佛利山》的片頭。
《別假正經》也是仿紀錄片影集《紀錄進行時》第二季第五集《Final Transmission》的惡搞題材，在該集講述了一支新浪潮樂團Test Pattern的告別音樂會，該樂團的音樂風格參考自臉部特寫，連其主唱（由弗雷德·阿米森飾演）都是仿照伯恩設計的。Gizmodo在網上發布的影片中將該集播給法蘭茲和威茅斯看，兩人都對戲仿電影細節的水準感到好笑和震驚。
伯恩穿上「大號西裝」的經典形象也被惡搞了數次，其中包括瑞奇·霍爾曾在一集《週六夜現場》中模仿過伯恩。伯恩本人曾在《史蒂芬·荷伯晚間秀》上開了此事玩笑，他在節目上做了一個宣傳大衛·伯恩的巨型西裝商場（David Byrne's Giant Suit Emporium）的假廣告，同時堅稱商場內絕對沒有出售他在《別假正經》穿的同款「大號西裝」。伯恩也出演了兒童音樂喜劇特別節目《約翰·穆拉尼與午餐小兵團》，並與兒童演員蕾克西·佩克爾（Lexi Perkel）一起表演原創歌曲。在節目中，伯恩和佩克爾穿上粉色西裝，但佩克爾的西裝和「大號西裝」一樣比她自己的身型大上好幾號。
2021年，《別假正經》因「具有文化、歷史或美學意義」而被美國國會圖書館選入國家影片登記表保存。

## 延伸閱讀
- Collis, Clark. . Entertainment Weekly. October 13, 2009  [2023-06-10]. （原始内容存档于2015-01-10）.
- Dare, Michael. . LA Weekly. November 9, 1984. （原始内容存档于July 24, 2009）.
- Grow, Kory. . Rolling Stone. August 1, 2014  [2023-06-10]. （原始内容存档于2022-03-28）.

## 外部連結
- 互联网电影数据库（IMDb）上《Stop Making Sense》的资料（英文）
- AllMovie上《Stop Making Sense》的资料（英文）
- Metacritic上《別假正經 （页面存档备份，存于）》的資料
- 爛番茄上《別假正經》的資料（英文）
- 官方預告片 （页面存档备份，存于）